# مزرعة قلد السبع
مزرعة قلد السبع إحدى القرى اللبنانية من قرى قضاء بعلبك في محافظة بعلبك الهرمل.